# Kaza
El qadà o kazâ (àrab: قضاء, qaḍāʾ, en plural أقضية, aqḍiya; turc otomà: kazâ) és una divisió administrativa històricament usada en l'Imperi Otomà i posteriorment en diversos dels estats que el succeïren. El terme prové del turc otomà i significa ‘(territori sota la) jurisdicció (d'un cadi)’; sovint és traduït com ‘districte’, ‘subdistricte’ (terme que també s'aplica a nàhiya) o ‘districte judicial’.

## Qadàsals països àrabs
El terme qadà s'empra o s'ha emprat per a:
- districtes de l'Iraq (divisió de segon nivell, per sota de les governacions)
- districtes del Líban (divisió de segon nivell, per sota de les governacions)
- regions de Síria (divisió de segon nivell, actualment anomenades míntaques)
- subdistrictes de Jordània (divisió de tercer nivell, per sota de les governacions i els districtes)
- subdistrictes del Mandat britànic de Palestina
- comtats d'Israel